# Station Saint-André-les-Alpes
Station Saint-André is een spoorwegstation in de Franse gemeente Saint-André-les-Alpes.